# مسجد گسک
مسجد گسک مربوط به دوره صفوی - دوره قاجار است و در شهرستان درمیان، روستای گسک واقع شده و این اثر در تاریخ ۲۴ فروردین ۱۳۸۲ با شمارهٔ ثبت ۸۲۸۱ به‌عنوان یکی از آثار ملی ایران به ثبت رسیده است.